# 1670 (сериал)

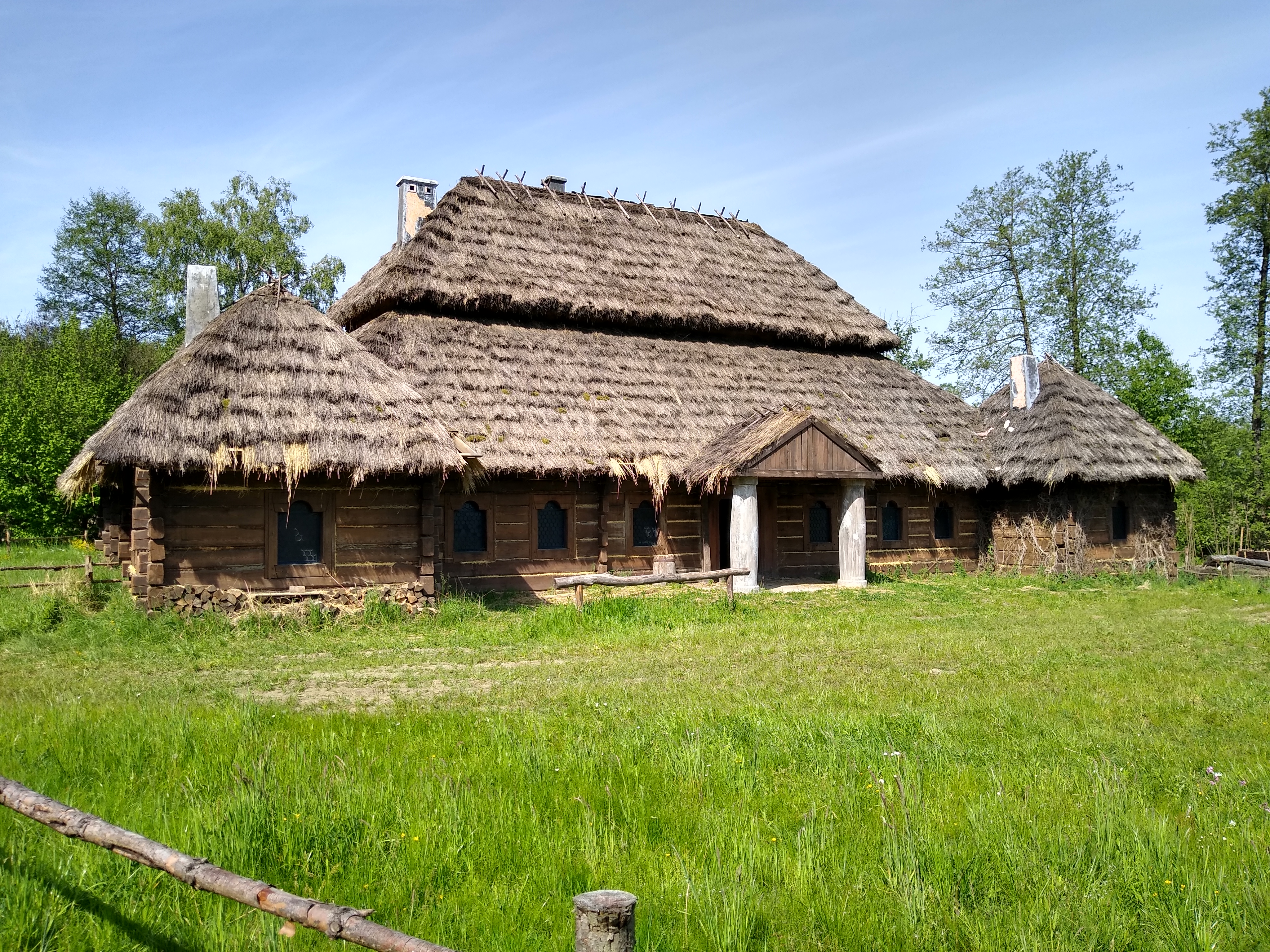
Усадьба Яна Павла Адамчевского в Музее народной культуры (Кольбушова, 2024 г.)

1670 — польский костюмированный сериал-комедия в мокументальном жанре, разработанный режиссёрами Мацеем Бухвальдом и Кордианом Кондзелой, выпущенный на Netflix 13 декабря 2023 года.

## Сюжет
Действие происходит в 1670 году. Главный герой — Иоанн Павел Адамчевский (пол. Jan Paweł Adamczewski; актёр — Бартломей Топа), глава шляхетной семьи, владелец «меньшей половины» деревни Адамчи́хи (пол. Adamczycha). По его мнению, Речь Посполитая — самое могущественное государство в мире, достигшее наивысшего уровня развития. Мечта шляхтича — стать самым известным Иоанном Павлом в истории Польши. Реализации этой цели препятствуют проблемы повседневной жизни, например: участие в областном совете, в ходе которого необходимо наложить вето на предложение о повышении налогов, а также выдача дочери замуж за сына магната и необходимость замотивировать крестьян продолжать работать.

## Реакция
Премьера сериала состоялась 13 декабря 2023 года. Он пользовался большой популярностью в Польше, США, Германии и Великобритании. С 13 по 17 декабря 2023 года его посмотрели 806,4 тыс. человек в штатах, в Германии — 514,8 тыс. подписчиков Netflix, в Великобритании — ок. 253 тыс. Сериал также занял 2-е место в списке лучших новых сериалов 2023 года по версии пользователей Filmweb. Кинокритик Давид Мушиньский на сайте Naekranie.pl дал постановке оценку 8/10. В своей рецензии он заявил, что сюжет заключает в себе превосходную сатиру на современную действительность. Кинокритики Томаш Рачек и Каролина Корвин-Пётро́вская также высказали положительные мнения о произведении.
В рамках 32-го финала Большого оркестра праздничной помощи актёры сериала организовали благотворительные аукционы. Бартломей Топа и Катажина Герман выставили на продажу картофельное блюдо, а Михал Сикорский — кремовый торт с прогулкой по Вадовицам. Аукцион завершился 28 января, и окончательная сумма составила 35 101 злотый.